# Tapas y barras
Tapas y barras es un programa de televisión de español que se emitió los sábados a las 14:00 en Telecinco de Mediaset España. El programa se estrenó el 1 de noviembre de 2014.

## Formato
Tapas y barras, conducido por el cocinero Mario Sandoval, muestra los distintos rincones de la geografía española dando a conocer las más variadas tapas de la gastronomía de España. Funcionará como una especie de 'Guía Gastronómica' que enseñará los diversos lugares para comer y que a su vez salgan más económicos y de mayor calidad. En cada entrega un reputado cocinero acompañará al chef a recorrer la ciudad. Diego Guerrero, Ricard Camarena, Pepe Solla, Francis Paniego, Paco Morales, Jesús Sánchez, Yolanda León y Juan Pérez.

## Audiencias
| Temporada | Temporada | Episodios | Estreno   | Final      | Audiencia media | Audiencia media | Audiencia media |
| Temporada | Temporada | Episodios | Estreno   | Final      | Espectadores    | Cuota           |                 |
| --------- | --------- | --------- | --------- | ---------- | --------------- | --------------- | --------------- |
|           | 1         | 10        | 1/11/2014 | 27/12/2014 | 631 000         | 6,5%            |                 |

| Programa | Título                            | Chef                                     | Día de emisión          | Audiencia      |
| -------- | --------------------------------- | ---------------------------------------- | ----------------------- | -------------- |
| 1        | Santander (Cantabria)             | Jesús Sánchez                            | 1 de noviembre de 2014  | 577 000 (6,1%) |
| 2        | Guipúzcoa (País Vasco)            | Iñigo Lavado                             | 8 de noviembre de 2014  | 488 000 (5,0%) |
| 3        | Valencia (Comunidad Valenciana)   | Ricard Camarena                          | 15 de noviembre de 2014 | 662 000 (6,6%) |
| 4        | Vitoria (País Vasco)              | Senén González                           | 22 de noviembre de 2014 | 727 000 (7,4%) |
| 5        | Pontevedra (Galicia)              | Pepe Solla                               | 29 de noviembre de 2014 | 712 000 (7,1%) |
| 6        | Córdoba (Andalucía)               | Paco Morales                             | 6 de diciembre de 2014  | 570 000 (6,4%) |
| 7        | León (Castilla y León)            | Yolanda León y Juanjo Peréz (Cocinandos) | 8 de diciembre de 2014  | 691 000 (7,0%) |
| 8        | Ezcaray, Logroño, Haro (La Rioja) | Francis Paniego                          | 13 de diciembre de 2014 | 629 000 (6,5%) |
| 9        | Valladolid (Castilla y León)      | Antonio González                         | 20 de diciembre de 2014 | 582 000 (6,4%) |
| 10       | Madrid (Comunidad de Madrid)      | Diego Guerrero                           | 27 de diciembre de 2014 | 670 000 (6,7%) |